# Archives of Dermatological Research
Archives of Dermatological Research, abgekürzt Arch. Dermatol. Res., ist eine wissenschaftliche Fachzeitschrift, die vom Springer-Verlag veröffentlicht wird. Die Zeitschrift wurde im Jahr 1869 von Heinrich Auspitz und Philipp Josef Pick unter dem Namen Archiv für Dermatologie und Syphilis als erste deutschsprachige Zeitschrift für Dermatologie gegründet. In den Jahren zwischen 1874 und 1888 erschien die Zeitschrift unter dem Namen Vierteljahresschrift für Dermatologie und Syphilis, ab 1889 erschien sie dann wieder als Archiv für Dermatologie und Syphilis. 1921 wurde sie vom Springer Verlag übernommen. Von 1955 bis 1970 lautete der Name Archiv für klinische und experimentelle Dermatologie, es folgte von 1971 bis 1975 der Name Archiv für dermatologische Forschung. Seit 1975 gilt der derzeitige Name (im selben Jahr wurde Enno Christophers Herausgeber). Die Zeitschrift erscheint mit zehn Ausgaben im Jahr und veröffentlicht Arbeiten aus den Bereichen der Dermatologie.
Der Impact Factor lag im Jahr 2014 bei 1,902. Nach der Statistik des ISI Web of Knowledge wird das Journal mit diesem Impact Factor in der Kategorie Dermatologie an 23. Stelle von 62 Zeitschriften geführt.